# 皮莫兰
皮莫兰（法語：Puymaurin，法語發音：[pɥimoʁɛ̃]）是法国上加龙省的一个市镇，属于圣戈当区。

## 地理
皮莫兰（43°22'22"N, 0°45'54"E）面积22.24 平方千米，位于法国奧克西塔尼大區上加龙省，该省份为法国西南部内陆省份，西南端与西班牙接壤，自此顺时针与上比利牛斯省、热尔省、塔恩-加龙省、塔恩省、奥德省和阿列日省接壤。
与皮莫兰接壤的市镇（或旧市镇、城区）包括：莫拉、阿南、利勒昂多东、孟德斯鸠吉托、内尼冈、科曼日地区圣费雷奥尔、戈让。

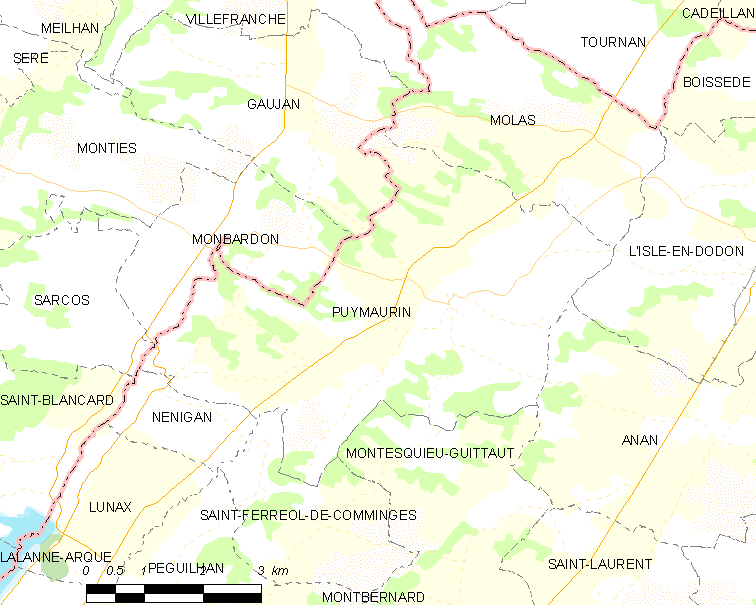
皮莫兰的OSM定位图

皮莫兰的时区为UTC+01:00、UTC+02:00（夏令时）。

## 行政
皮莫兰的邮政编码为31230，INSEE市镇编码为31443。

## 政治
皮莫兰所属的省级选区为卡泽尔县。

## 人口

1962-2008年间皮莫兰人口变化图示

皮莫兰于2022年1月1日时的人口数量为310人。